# Stazione di Kintetsu-Nippombashi
La stazione di Kintetsu-Nippombashi (近鉄日本橋駅?, Kintetsu-Nippombashi-eki) è una stazione ferroviaria di Osaka, in Giappone, appartenente alle Ferrovie Kintetsu situata nella zona di Nippombashi, nel quartiere di Chūō-ku.

## Linee
Ferrovie Kintetsu
● Linea Kintetsu Namba (inclusi servizi per Nara)

## Aspetto
La stazione è interamente sotterranea ed è costituita da 2 binari con due marciapiedi laterali in grado di ospitare treni a 10 casse situati al terzo piano sotterraneo (al secondo piano si trova il mezzanino, e al primo i binari della linea Sennichimae della metropolitana di Osaka).
| 1 | ■ Linea Kintetsu Namba | per Higashi-Hanazono, Ikoma, Yamato-Saidaiji, Nara e Tenri |
| 2 | ■ Linea Kintetsu Namba | per Ōsaka Namba                                            |

## Interscambi con altre linee
La stazione di Kintetsu-Nippombashi è direttamente collegata alla stazione della metropolitana:
 Metropolitana di Osaka - Nippombashi
 Linea Sakaisuji
 Linea Sennichimae

## Stazioni adiacenti
| «                    | Servizio             | »                    |
| Linea Kintetsu Namba | Linea Kintetsu Namba | Linea Kintetsu Namba |
| -------------------- | -------------------- | -------------------- |
| Ōsaka Namba          | Tutti i treni        | Ōsaka-Uehommachi     |